# Минчин, Александр
Александр Минчин — американский русский писатель, сценарист, драматург и театральный режиссёр.

## Биография
Родился в Москве, с середины 70-х живет в
США. Выпускник Мичиганского университета.
Пишет на русском и английском языках: автор десяти романов и
пяти пьес.

## Избранные сочинения

### Проза
- Наталья: Роман. М.: Радуга, 1993 [2][3][4]
- То же. М.: Ниола 21-й век, 2001
- Псих. Наталья: Романы. М.: Голос, 1995 (Псих: Роман. М.: Ниола 21-й век, 2001) [5]
- Факультет патологии. М.: Вагриус, 1995 (То же. М.: Ниола 21-й век, 2001)
- Юджиния: Роман. М.: Новости, 1996 (То же. М.: Ниола 21-й век, 2001)
- Актриса: Роман. Рассказы. М.: Ковчег, 1997 (То же. М.: Ниола 21-й век, 2002)
- Лита: Роман. М.: Терра, 2000 (То же. М.: Ниола 21-й век, 2002)
- Девушка с экрана: История экстремальной любви. М.: Вагриус, 2003
- Половое воспитание Августа Флана: Эротический роман. М.: Вагриус, 2004
- «15 интервью» 1989, Нью-Йорк, изд-во им. А.Платонова > Литературные беседы с деятелями искусства.

### Мемуаристика
- 20 интервью[6] и 21 интервью.

### Сценарии для кинематографа
- Юджиния
- Из жизни кинозвезды
- Русская любовь

## Театр
Псих (театр О.Табакова)

### Режиссёр-постановщик
- Непристойности (по пьесе Ж. Кокто)